# Crawl
O nado de crawl (português brasileiro) ou crol (português europeu) é uma técnica de natação e também uma disciplina olímpica.
O crawl já era praticado bem antes do aparecimento da nossa civilização. Ele é, sem dúvida, o estilo mais utilizado e mais rápido, porém, na verdade ele não pode ser considerado como um estilo verdadeiro. Na verdade, o que existe é a prova de nado livre, quando o atleta pode nadar como quiser, até inventar um estilo próprio. Tanto, que a Federação Internacional de Natação (FINA) não menciona o crawl pelo nome em seu livro. (De fato, até o ano de 1900, todos os eventos competitivos tinham características do estilo livre). Entretanto, nos eventos contemporâneos de estilo livre, os executantes são invariavelmente nadadores de crawl.
No princípio, o estilo utilizava diversas vezes o mesmo braço, o que cansava o nadador e dava pouca velocidade ao nado. Apenas em 1906, na Europa, que o crawl foi aperfeiçoado e passou a ser realizado em braçadas alternadas e com o movimento vertical das pernas.

## A saída
No crawl, o nadador começa a prova de bloco. Para mergulhar, ele deve imaginar que está a cair num buraco bem fundo. Dessa forma, seu corpo cria menos atrito com a água e, consequentemente, consegue ir mais longe com o mergulho. Para realizar o mergulho correto, recomenda-se aos iniciantes observarem bem a posição do corpo na hora da saída. Os joelhos devem ser bem flexionados, os braços esticados à frente, sempre na altura das orelhas. No momento em que ouvir o sinal de partida, o nadador salta e mantém esse posicionamento. Dessa forma, além de executar uma saída correcta, o atleta está a proteger sua própria cabeça.

## O estilo
No estilo crawl, os braços do nadador  realizam uma espécie de s alongado. Durante o tempo todo, o nadador se mantém com a barriga para baixo. Depois de ter mergulhado, o nadador necessita de seguir todos os passos para realizar o nado crawl corretamente. Nesse estilo, os braços respondem por 75% da propulsão e as pernas por 25% em média. Os braços são responsáveis pela velocidade. Na fase de propulsão, debaixo da água o braço faz um movimento parecido com um ponto de interrogação “?” ou um “S”. Com isso, o nadador consegue “empurrar” mais água e aumentar a sua propulsão verdadeira. Depois segue-se a fase fora da água, em que os braços devem ser projetados à frente, com os cotovelos dobrados e a ponta dos dedos ficando na diagonal, isto é, o polegar virado para baixo. A principal diferença entre o tronco do nado crawl e a remada na prancha é a postura dos cotovelos no movimento.